# Indrasakdi Sachi
La principessa Indrasakdi Sachi (อินทรศักดิศจี - RTGS: Inthrasak Sachi) già regina Indrasakdi Sachi, nata Praphai Sucharitakul (Bangkok, 10 giugno 1902 – Bangkok, 30 novembre 1975) è stata una sovrana siamese.
Era una consorte reale del re Vajiravudh (Rama VI) del Siam. Era figlia di Chao Praya Sudharm Montri, sorella minore di Pra Sucharit Suda. Il nome significa "Sachi moglie di Indra".
È diventata regina a causa della sua gravidanza, rendendo il re Vajiravudh estremamente felice per un erede molto atteso. In realtà non sarebbe mai arrivato, dal momento che la regina ha abortito due o tre volte durante la sua tenuta come regina. Successivamente è stata retrocessa di un grado a principessa consorte.

## Titoli
- 1902-1921: Miss Prabai Sucharitakul
- 1921-1921: Phra Indrani, Concubina Reale
- 1921-1922: Sua Altezza Reale la Principessa Indrasakdi Sachi, La Principessa Consorte
- 1922-1925: Sua Maestà la Regina del Siam
- 1925-1925: Sua Altezza Reale la Principessa Indrasakdi Sachi, la Principessa Consorte
- 1925-1975: Sua Altezza Reale la Principessa Indrasakdi Sachi, la Principessa Consorte del Re Rama VI

## Onorificenze
- Il Più Illustre Ordine della Casata Reale di Chakri
- Dama dell'Antico e Propizio Ordine delle Nove Gemme
- Dama di Gran Croce (Prima Classe) dell'Illustrissimo Ordine di Chula Chom Klao
- Dama dell'Ordine al Merito
- Dama di Gran Cordone (classe speciale) del Molto Nobile Ordine della Corona
- Medaglia reale del re Rama VI (prima classe)
- Medaglia reale del re Rama VII (seconda classe)